# Arco (Minnesota)
Arco – miasto w Stanach Zjednoczonych, w stanie Minnesota, w hrabstwie Lincoln.